# Carterica tricuspis
Carterica tricuspis är en skalbaggsart som beskrevs av Belon 1903. Carterica tricuspis ingår i släktet Carterica och familjen långhorningar. Inga underarter finns listade.